# Trondheimse postroute

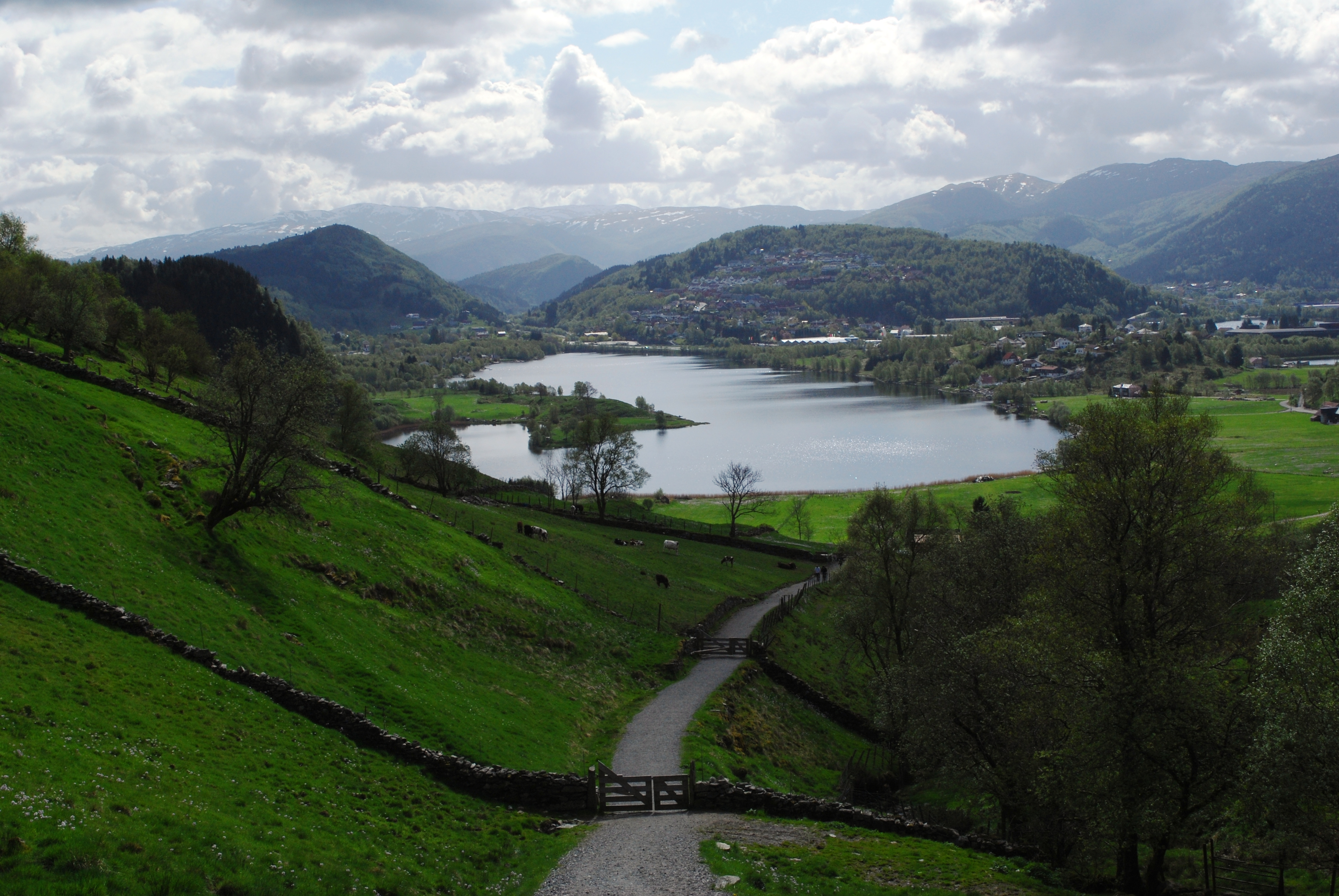
De Trondheimse postroute in Bergen.

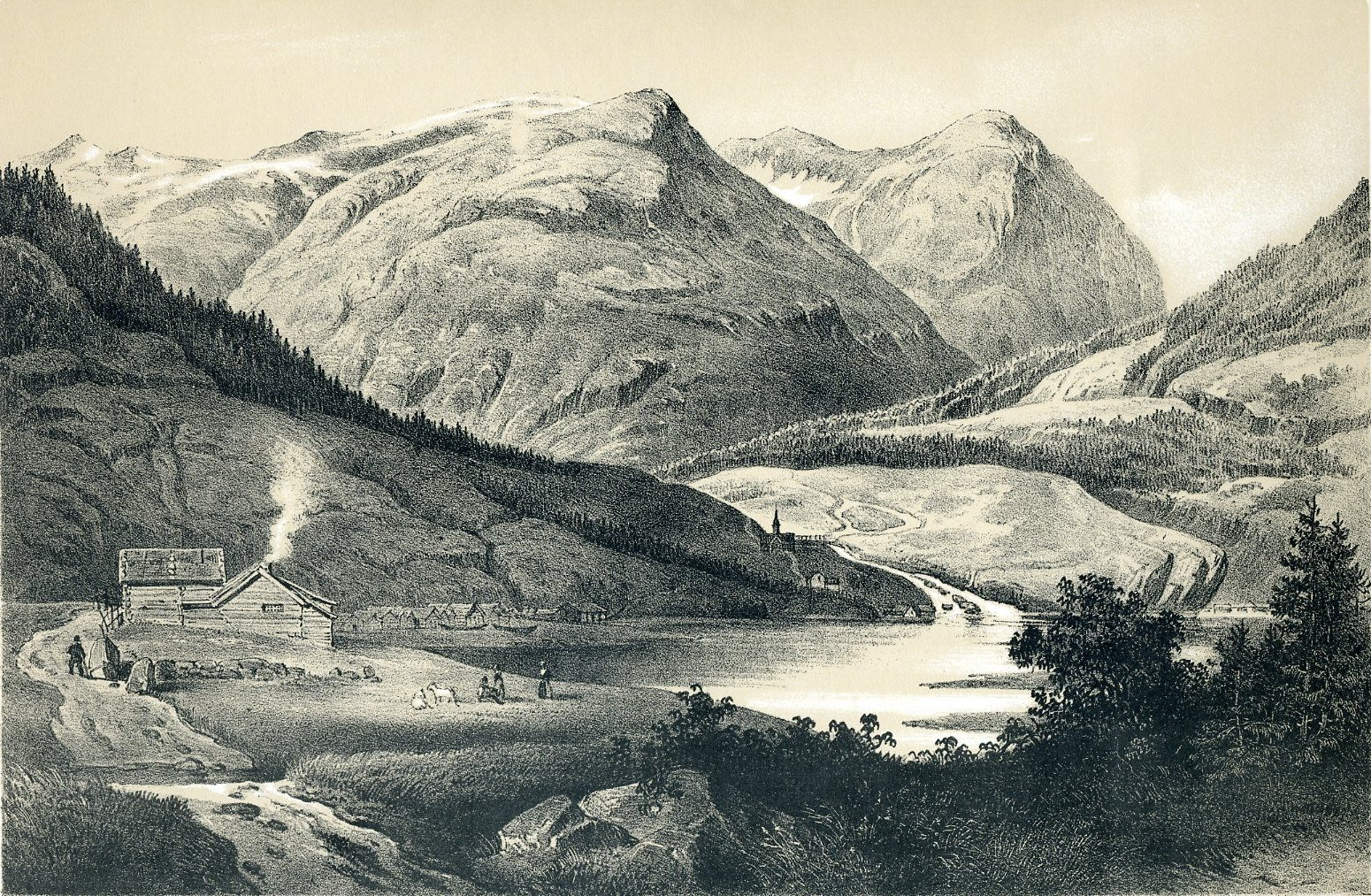
Historische prent.

De Trondheimse postroute (Noors: trondhjemske postvei), ook wel aangeduid als de Bergen-Trondheim-postroute, is een cultuurhistorische route. Over een lengte van meer dan 700 km loopt deze route van Bergen naar Trondheim. Dit ging te paard, met de boot of te voet langsheen bergen, dalen en fjorden, zowel in de zomer als in de winter.
Aangezien de reeds bestaande postdienst (opgericht in 1647) via Oslo ging en dus traag was, rees de nood voor een meer directe verbinding tussen Bergen en Trondheim. Op 13 mei 1785 werd het startschot gegeven voor de nieuwe Bergen-Trondheim-route. De bouw ervan zou duren tot 1804. Door de opkomst van de stoomboten raakte de route in ongebruik vanaf 1868.